# Lost Chapter of Snow: Passion
Pour plus de détails, voir Fiche technique et Distribution.
Lost Chapter of Snow: Passion (雪の断章 情熱, Yuki no dansho - jonetsu) est un film japonais, sorti en 1985.

## Synopsis
Iori Natsuki, Siendo una niña huérfana, esta luego fue adoptada por una familia dedicada a realiza trabajos domésticos, tiempo después ella decide escaparse de su hogar actual para ser acogida por un joven.
Luego de 10 años, Iori vuelve a encontrarse con su ex hermanastra, quien misteriosamente fallece a causa de un envenenamiento, siendo nuestra protagonista la principal sospechosa viéndose envuelta en este siniestro caso.

## Fiche technique
- Titre original : 雪の断章 情熱, Yuki no dansho - jonetsu
- Titre français : Lost Chapter of Snow: Passion
- Réalisation : Shinji Sōmai
- Scénario : Yōzō Tanaka et Marumi Sasaki
- Pays d'origine : Japon
- Format : Couleurs - 35 mm - 2,35:1
- Genre :
- Durée : 100 minutes
- Date de sortie : 1985

## Distribution
- Yuki Saitō : Iori Natsuki
- Takaaki Enoki : Hirose, Yūichi
- Kiminori Sera : Tsushima, Daisuke
- Mai Okamoto : Naha, Yūko
- Kyōko Fujimoto : Naha, Sachiko